# Clay Center (Nebraska)
Clay Center es una ciudad ubicada en el condado de Clay en el estado estadounidense de Nebraska. En el Censo de 2010 tenía una población de 760 habitantes y una densidad poblacional de 405,3 personas por km².

## Geografía
Clay Center se encuentra ubicada en las coordenadas 40°31′32″N 98°3′18″O / 40.52556, -98.05500. Según la Oficina del Censo de los Estados Unidos, Clay Center tiene una superficie total de 1.88 km², de la cual 1.88 km² corresponden a tierra firme y (0%) 0 km² es agua.

## Demografía
Según el censo de 2010, había 760 personas residiendo en Clay Center. La densidad de población era de 405,3 hab./km². De los 760 habitantes, Clay Center estaba compuesto por el 95.39% blancos, el 0.39% eran afroamericanos, el 0% eran amerindios, el 0.13% eran asiáticos, el 0% eran isleños del Pacífico, el 2.24% eran de otras razas y el 1.84% pertenecían a dos o más razas. Del total de la población el 4.61% eran hispanos o latinos de cualquier raza.